# Campodorus meridionalis
Campodorus meridionalis är en stekelart som först beskrevs av Holmgren 1856.  Campodorus meridionalis ingår i släktet Campodorus och familjen brokparasitsteklar. Arten är reproducerande i Sverige. Inga underarter finns listade.